# Hans Schuberth

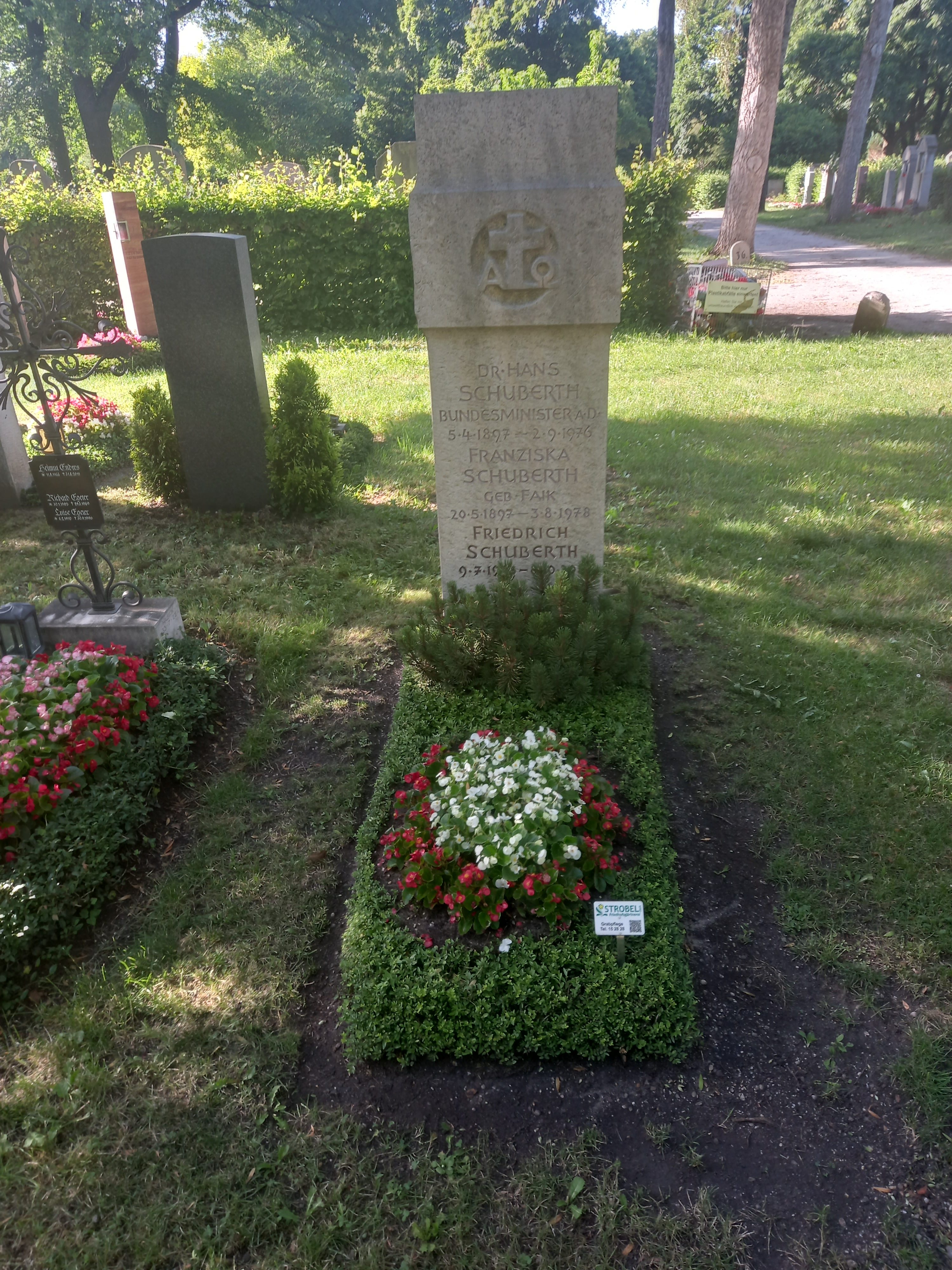
Das Grab von Hans Schuberth uns seiner Ehefrau Franziska geborene Faik auf dem Westfriedhof (München)

Hans Schuberth (* 5. April 1897 in Schwabach; † 2. September 1976 in München) war ein deutscher Politiker (CSU). Von 1949 bis 1953 war er Bundesminister für das Post- und Fernmeldewesen.

## Ausbildung und Beruf
Nach dem Abitur 1914 nahm Schuberth als Soldat am Ersten Weltkrieg teil. Nach einer schweren Verwundung, in deren Folge ihm ein Bein amputiert werden musste, war er von 1915 bis 1916 als Praktikant bei der Maschinenfabrik Deutschland in Dortmund tätig. Danach absolvierte er ab 1916 ein Studium des Maschinenbaus an der Technischen Hochschule München, das er 1920 als Diplom-Ingenieur (Maschinenbau) beendete. Während seines Studiums wurde er Mitglied der katholischen Studentenverbindung K.D.St.V. Rheno-Franconia München im CV. Später wurde er noch Ehrenmitglied der KBStV Rhaetia München. Er arbeitete dann als Betriebsingenieur bei der Deutsche Werke AG in Dachau und München. Von 1925 bis 1926 absolvierte er ein zusätzliches Studium der Elektrotechnik, welches er ebenfalls mit dem Diplom abschloss. Er trat dann 1926 in den Dienst der Reichspost ein. 1931 erfolgte seine Ernennung zum Postassessor und 1933 die zum Postrat. 1934 wurde er an das Reichspostzentralamt in Berlin zwangsversetzt und, da er sich weigerte, in die NSDAP einzutreten, nicht mehr befördert. Seit 1937 war er bei der Reichspostzentraldirektion in Landshut, seit 1943 in München tätig.
Nach dem Zweiten Weltkrieg wurde er 1945 zum Stellvertretenden Präsidenten der Oberpostdirektion München ernannt. Im Oktober 1945 wurde er Präsident der Postdirektion Regensburg. 1947 erfolgte dann seine Ernennung zum Präsidenten der Oberpostdirektion München.

## Partei
Seit Kriegsende war Schuberth Mitglied der CSU.

## Abgeordneter
Schuberth gehörte von 1953 bis 1957 dem Deutschen Bundestag an.
1957 brachte er gemeinsam mit weiteren Bundestagsabgeordneten von CSU und DP einen Gesetzentwurf zur Aufhebung von Artikel 102 Grundgesetz, also mit dem Ziel die Todesstrafe wieder einzuführen, ein, der jedoch nie zur Abstimmung gelangte.
Hans Schuberth ist als direkt gewählter Abgeordneter des Wahlkreises Landshut in den Bundestag eingezogen.

## Öffentliche Ämter
1947 wurde er zum Staatssekretär für das Post- und Fernmeldewesen im Bayerischen Staatsministerium für Verkehr ernannt.
Von 1947 bis 1949 war er gewählter Direktor der Verwaltung für das Post- und Fernmeldewesen bei der Verwaltung des Vereinigten Wirtschaftsgebietes in Frankfurt am Main.
Nach der Bundestagswahl 1949 wurde er am 20. September 1949 zum Bundesminister für das Post- und Fernmeldewesen in die von Bundeskanzler Konrad Adenauer geführte Bundesregierung berufen. Nach der Bundestagswahl 1953 schied er unter dem Vorwand des konfessionellen Proporzes im Kabinett auf Wunsch Adenauers, der vor allem die CSU schwächen wollte, vor der Ernennung seines evangelischen Amtsnachfolgers Siegfried Balke am 9. Dezember 1953 aus der Bundesregierung aus.
Schuberth war dann noch kurzzeitig 1953/54 Sonderbotschafter beim Vatikan.

## Gesellschaftliche Ämter
Schuberth war von 1953 bis 1956 Vorsitzender des Vereins Deutscher Ingenieure (VDI).

## Auszeichnungen
- 1953: Großkreuz des Verdienstordens der Bundesrepublik Deutschland
- 1959: Bayerischer Verdienstorden